# José Manuel Pando
 (mai 2016).
Si vous disposez d'ouvrages ou d'articles de référence ou si vous connaissez des sites web de qualité traitant du thème abordé ici, merci de compléter l'article en donnant les références utiles à sa vérifiabilité et en les liant à la section « Notes et références ».
José Manuel Inocencio Pando Solares (né le 27 décembre 1849 – mort le 17 juin 1917) est un homme d'État bolivien. Il a été président de la Bolivie d'octobre 1899 à août 1904. 

## Biographie
Né à Luribay, dans le département de La Paz, José Manuel Pando étudie la médecine, puis rejoint l'armée en lors de la guerre du Pacifique contre le Chili. 
Lors des années 1880, il joint le Parti libéral d'Eliodoro Camacho, alors dans l'opposition, et en devient le chef en 1894. Pando représente Chuquisaca lors de l'administration de Severo Fernández (1896–99) et est le noyau autour duquel s'orchestre les efforts pour déloger le Parti conservateur du pouvoir.
En 1899, une guerre civile éclate alors que le statut de capitale de Sucre est remis en cause. À ce moment, les libéraux de Pando se joignent au mouvement voulant faire de La Paz la capitale. Ils proposent également de faire du pays une république fédérale, recueillant un appui populaire considérable, probablement dopé par une certaine fatigue de l'électorat envers le pouvoir conservateur en place depuis 1884. Pando devient président.